# Ludovico Ivanissevich
Ludovico Ivanissevich (14 de febrero de 1889 - 1957) fue un ingeniero civil y profesor llegado a la Argentina teniendo tan solo meses. Se recibió de ingeniero en la Universidad de Buenos Aires (Argentina) con medalla de oro (1910).

## Biografía

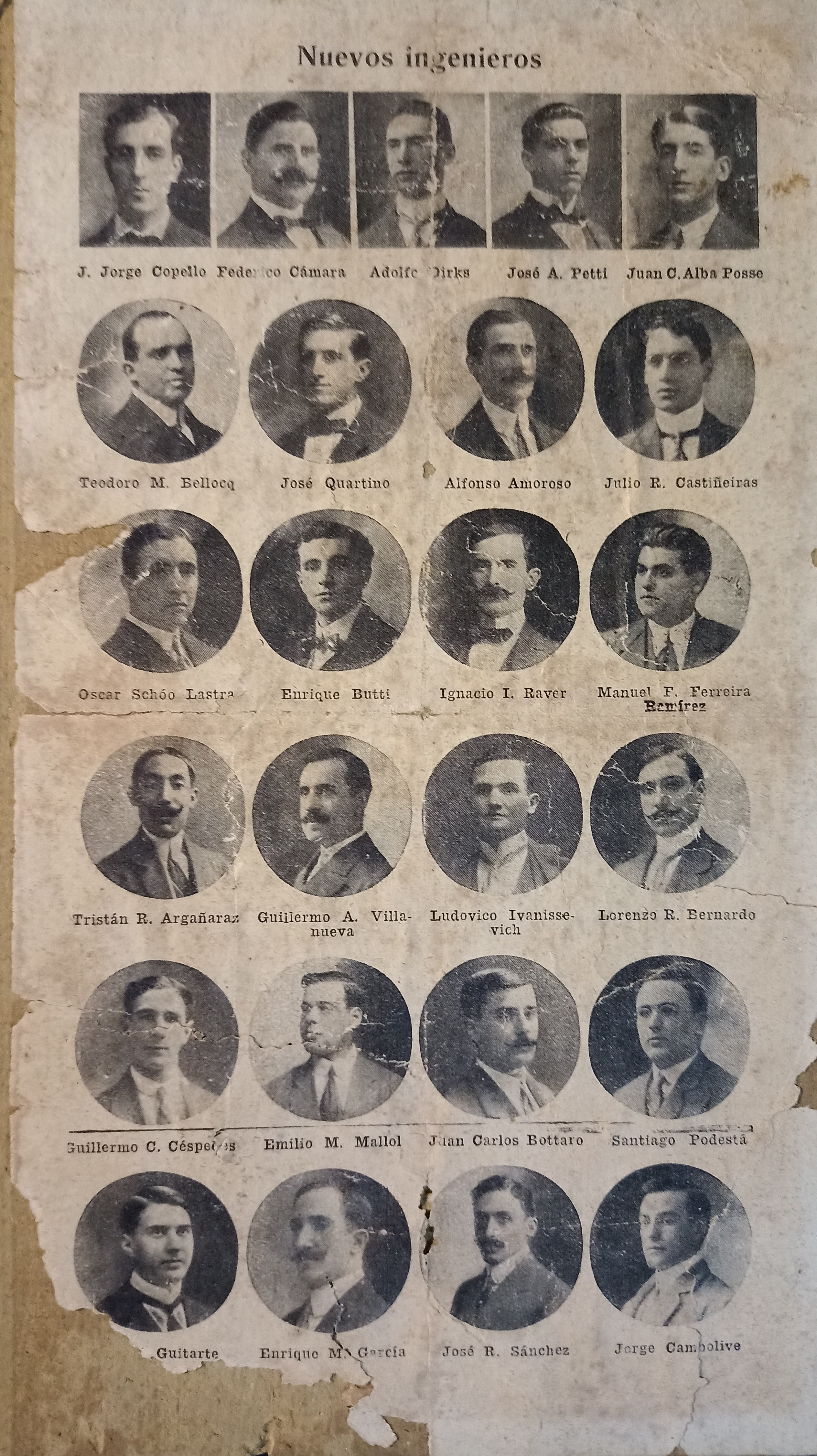
Promoción de ingenieros de la UBA del año 1911

- Promoción de ingenieros de la UBA del año 19111905-1910 - Estudia ingeniería en la  Universidad de Buenos Aires .
- 1910 - Inicia su actuación profesional en la provincia de Mendoza, destacándose por las construcciones antisísmicas y el uso de ladrillo armado.
- 1915 - Ingresa en Obras Sanitarias de la Nación (OSN) y como Jefe de la Zona Cuyo dirige la construcción de las redes colectoras de Mendoza y Godoy Cruz y las de provisión de agua de San Rafael, San Martín, Junín, Rivadavia, Tunuyán, San Juan y Jachal.
- 1925 - Superintendente General de Irrigación de Mendoza y proyecto embalse de Portrerillos.
- 1926-1940 – Director Técnico de Obras Sanitarias de la Nación (O.S.N.) en Buenos Aires.
- 1930 - Contratado por el Gobierno de Bolivia para proyectar la provisión de agua a la ciudad de La Paz.
- 1937 - Nombrado para inaugurar la cátedra de Ingeniería Sanitaria en la Universidad de Buenos Aires.
- 1940 - Contratado por el gobierno de Mendoza, dirige la modernización de las obras de riego: Diques Copilletti, T. Benegas, Alto Tunuyán; canales de fuerte pendiente de Alto Tunuyán y canales de otras zonas. Formuló un Plan General y Política Hídrica para la sistematización del riego en los 4 ríos princilapes de Mendoza: Mendoza, Tunuyán, Diamante y Atuel.
- 1941 – Presidente del *Primer Congreso Argentino del Agua.
- 1947 – Llega a Santa Cruz de la Sierra, Bolivia para crear el plan de agua potable junto con el arquitecto chileno - argentino Daniel Ramos Correa
- 1955 – Proyecto premiado del dique Santa Fe-Paraná sobre el río Paraná y de propósitos múltiples.[2]

## Asociaciones profesionales
- Centro Argentino de Ingenieros - CAI
- Sociedad Científica Argentina – SCA
- Congresos Internacionales de Ingeniería Sanitaria